# 한성과학고등학교
한성과학고등학교(漢城科學高等學校)는 대한민국 서울특별시 서대문구 현저동에 있는 공립 과학고등학교이다.

## 학교 연혁
- 1991년 2월 13일 : 제2 과학고등학교 설립 기본계획 수립
- 1991년 6월 14일 : 교명 확정(한성과학고등학교)
- 1992년 3월 1일 : 홍학순 초대 교장 취임, 특수목적고등학교 지정
- 1992년 3월 3일 : 제1기 입학식(180명)
- 1992년 9월 25일 : 개교식. 창조관(과학동), 인왕동(체육관) 준공
- 1994년 2월 18일 : 제1기 수료식(19명)
- 1995년 2월 14일 : 제1회 졸업식(158명) 및 제2기 수료식(15명)
- 1996년 9월 16일 : 돈의관(기숙사) 준공
- 2004년 10월 30일 : 태하관(도서관) 준공
- 2005년 8월 26일 : 창조관 천문대 준공
- 2016년 2월 27일 : 서현관(여학생 기숙사) 준공
- 2017년 2월 7일 : 제23회 졸업식(135명) 총 졸업생수 3,323명(수료 307명 포함)
- 2022년 1월 21일 : 제28회 졸업식(134명)
- 2022년 3월 2일 : 제31기 입학식(142명)
- 2022년 9월 1일 : 제11대 이수형 교장 취임

## 설치 학과
- 과학과

## 같이 보기
- 경기과학고등학교
- 서울과학고등학교
- 세종과학고등학교

## 참고 자료
- 한성과학고등학교 - 한국교육학술정보원 학교알리미